# エーダム・ゴトロプ・モルトケ
エーダム・ゴトロプ・モルトケ（デンマーク語: Adam Gottlob Moltke、1710年11月10日 - 1792年9月25日）は、デンマーク＝ノルウェーの廷臣、政治家、外交官で、デンマーク王フレデリク5世の寵臣。息子のヨアキム・ゴスケ・モルトケと孫のエーダム・ヴィルヘルム・モルトケは後にデンマーク首相を務めた。

## 生涯

### 初期の経歴
エーダム・ゴトロプ・モルトケはヨアヒム・フォン・モルトケとマグダレーネ・ゾフィア・フォン・コートマンの息子として、1710年11月10日に生まれた。ドイツ出身ではあったが、当時のモルトケ家は多くの成員がデンマーク政府で就職していた。当時の北ドイツの青年貴族にとって、現地の諸公国で就職するよりデンマークで就職したほうが有望だった。
1722年、おじを通じてデンマーク王室の小姓になり、そこでフレデリク王子（後のデンマーク王フレデリク5世）と知り合いになった。以降2人は生涯にわたって友人であり続けた。

### フレデリク5世の治世
フレデリク王子は1730年のクリスチャン6世即位により王太子になると、すぐにモルトケを宮内長官に任命、さらに多くの栄典を与えた。モルトケは枢密顧問官に任命され、1747年にブレーイントヴィズの領地を与えられ、1750年に伯爵に叙された。

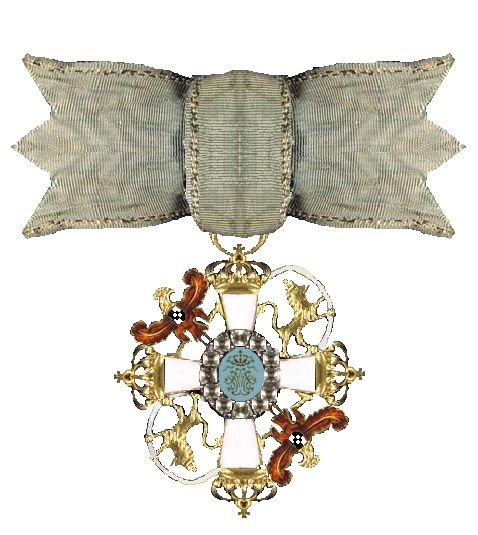
理想的結婚章

モルトケはフレデリク5世の寵臣として権勢をふるい、外国の外交官は彼が大臣の任免を牛耳できると結論付けたほどだった。中でも特筆に値するのはフレデリク5世の治世に政治を主導したヨハン・スィーギスモント・シュリンとヨハン・ハルトヴィヒ・エルンスト・フォン・ベルンシュトルフへの態度だった。モルトケはシュリンを尊敬し、ベルンシュトルフにはイラついたが、プロイセン王国がベルンシュトルフを引きずり降ろしてモルトケを据えようと陰謀をめぐらしたにもかかわらず、モルトケはベルンシュトルフが適任だとしてベルンシュトルフを支持し続けた。
モルトケが任命された宮内長官の職はそれまではただの宮廷職だったが、彼は職務上朝から夜までフレデリク5世の側にいることができた。フレデリク5世が考えつくことをモルトケに話したため、モルトケは思う存分影響力をふるうことができた。例えば、彼はフレデリク5世の乱行パーティーが王家の名声に悪影響を与えないよう配慮した。
モルトケの政見は同時代の人々より保守的だった。彼は奴隷解放を目指す全ての計画を怪しんでみたが、デンマーク＝ノルウェーの大地主の1人として、田舎の農民への重圧を軽減し、技術と科学による改進を導入して生産量を増大させた。しかし、彼の貢献は何よりもフレデリク5世への影響である。
王妃ルイーセ・ア・ストアブリタニエンが1751年に死去すると、モルトケはフレデリク5世がモルトケの娘との結婚を申し出ると予想して、予めそれを拒否した。彼は代わりにフレデリク5世の再婚を計画、フレデリク5世は結果的に1752年7月8日にフレデリクスボー城でブラウンシュヴァイク＝ヴォルフェンビュッテル公フェルディナント・アルブレヒト2世の娘ユリアーネ・マリー・フォン・ブラウンシュヴァイクと結婚した。

### クリスチャン7世の治世
フレデリク5世が1766年1月14日に死去すると、モルトケの影響力も消え去った。新王クリスチャン7世はモルトケを嫌い、大衆もモルトケが公金横領をしたと疑った（ただし、実際は横領はなかったという）。その結果、モルトケは1766年7月に罷免されてブレーイントヴィズの領地に戻った。
1768年2月8日、親露派だったモルトケはロシアの影響力で返り咲いたが、彼の影響力はすでに低下しており、その復権は長く続かなかった。クリスチャン7世は精神疾患を患っていたため、主治医のヨハン・フリードリヒ・ストルーエンセの影響を強くを受けた。ストルーエンセは権力を掌握、1770年から1772年まで事実上の摂政を務めた。
1770年12月10日、モルトケはストルーエンセへの協力を拒否した廉で年金なしで罷免された。以降は1772年にストルーエンセが失脚した後も引退生活を続け、1792年9月25日に死去した。

## 私生活

### 家族

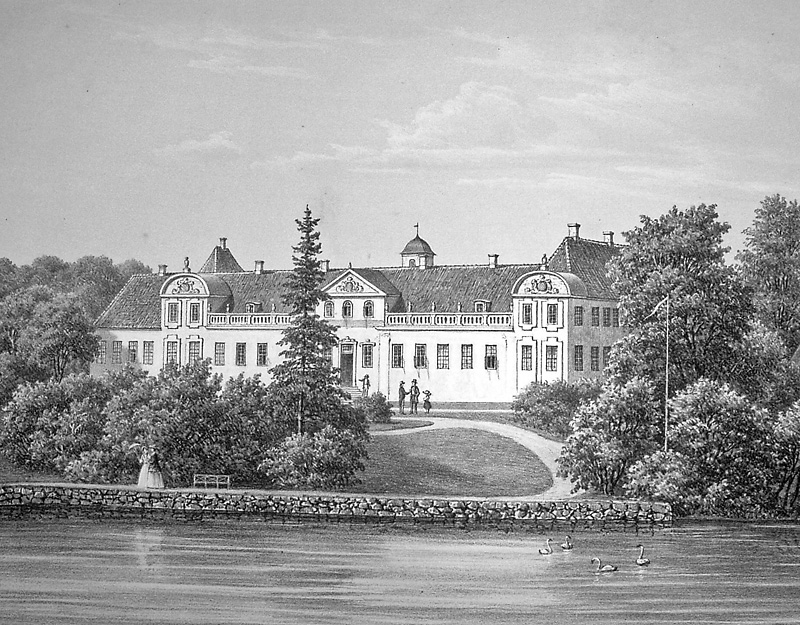
ブレーイントヴィズ

モルトケはクリスティアーネ・フレデリケ・フォン・ブリュッゲマン（1712年 - 1760年）と結婚した。彼女が死去すると、1737年から1763年までのロラン＝ファルスター主教クリスチャン・フレデリク・ラーベンの娘ソフィー・ヘドウィグ・フォン・ラーベン（1732年 - 1802年）と再婚した。モルトケは2人の妻と合計で22人の子供をもうけ、その多くが政治家、外交官、将軍などの公職についた。
- クリスチャン・フレデリク・モルトケ（デンマーク語版）（1736年 - 1771年）
- カタリーナ・ソフィーイ・ヴィルヘルミーネ・カロリーネ・モルトケ（デンマーク語版）（1737年 - 1806年）
- カスパ・モルトケ（デンマーク語版）（1738年 - 1800年）
- ウルレゲ・アウゴスタ・ヴィルヘルミーネ・モルトケ（デンマーク語版）（1740年 - 1763年）
- クリスチャン・マウヌス・フレデリク・モルトケ（デンマーク語版）（1741年 - 1813年）
- フレデリク・ルズヴィ・モルトケ（デンマーク語版）（1745年 - 1824年）
- ヨアキム・ゴスケ・モルトケ（1746年 - 1818年）
- エーダム・ゴトロプ・フェアディナン・モルトケ（デンマーク語版）（1748年 - 1820年）
- ユリアーネ・マリア・フリデリカ・モルトケ（デンマーク語版）（1751年 - 1773年）
- ギブハート・モルトケ（英語版）（1764年 - 1851年）
- オト・ヨアキム・モルトケ（英語版）（1770年 - 1853年）
- カール・イミール・モルトケ（デンマーク語版）（1773年 - 1858年）

### アマリエンボー宮殿

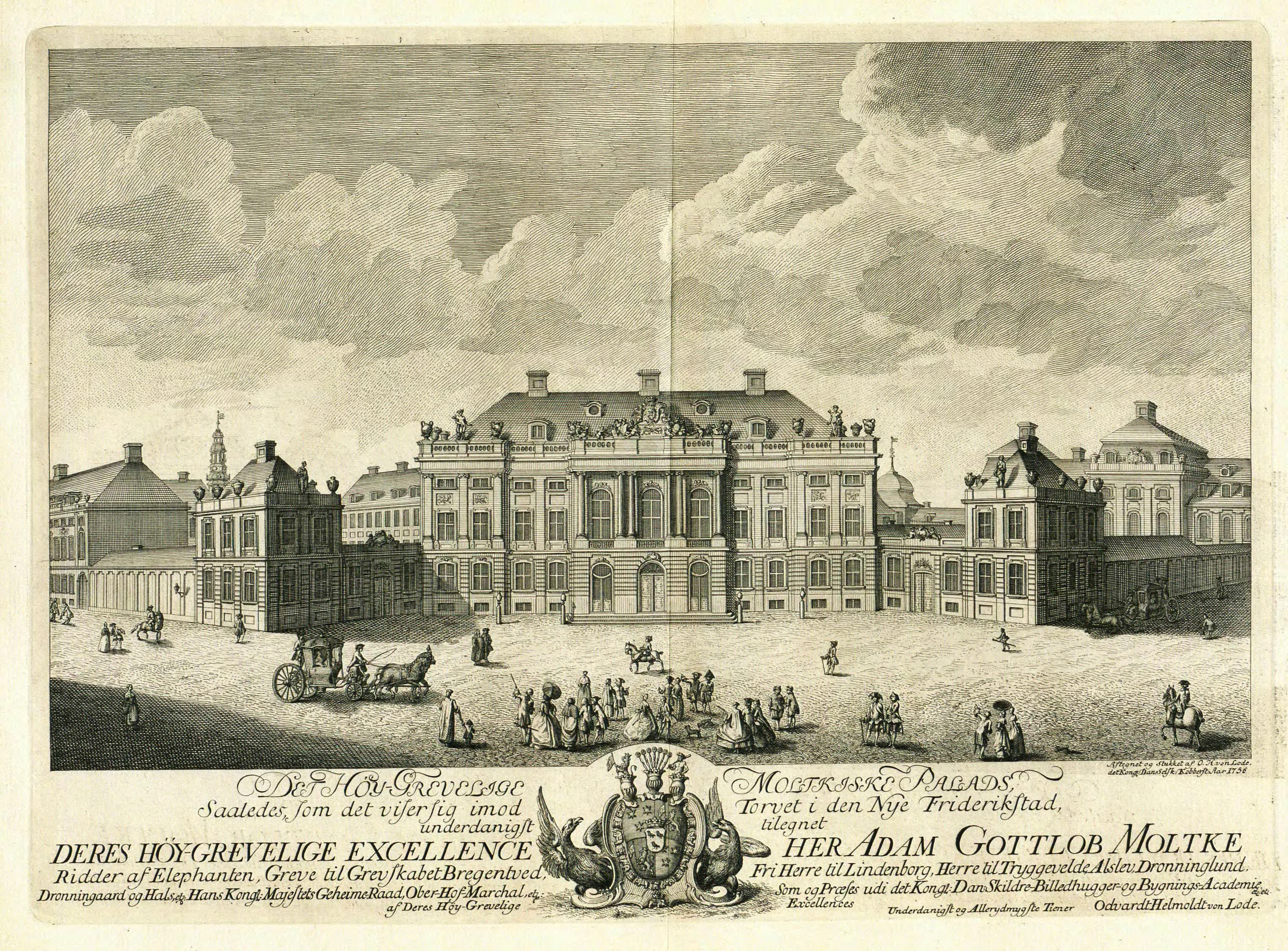
アマリエンボー宮殿のモルトケ宮殿、1756年。

1748年から1749年、フレデリク5世はオルデンブルク家のデンマーク王即位300年を記念してフレズレクステーゼン区を設立した。設立自体はパリ駐在デンマーク大使ヨハン・ハルトヴィヒ・エルンスト・フォン・ベルンシュトルフの提言だったが、王室建築家ニゴライ・アイクトヴィズが建築を推し進めた。建設計画は八角形で配置される4つの宮殿が含まれ、国王と親しい4つの貴族の住処とする想定だった。そのうち、1750年から1754年まで造営されたモルトケ宮殿は最も高価で内装が最も豪華だった。モルトケ宮殿の大ホール（Riddersalen）ではルイ・オーギュスト・ル・クレールによる木版画、フランソワ・ブーシェによる絵画、ジョヴァンニ＝バッティスタ・フォッサティによるスタッコが配置され、デンマークのロココ風内装で最良のものとされている。宮殿は1754年3月30日、フレデリク5世の30歳の誕生日に竣工した。
1794年2月26日、クリスチャンスボー城が焼失したことでデンマーク王室は住処を失った。モルトケ家とシャク家が昇進と金銭を引き換えに自らの宮殿の提供を申し出たため、クリスチャン7世ら王家は数日後に宮殿の1つを購入、建築家のカスパ・フレデリク・ハースドーフにそれを王宮に改造するよう依頼した。その後、デンマーク王家は1794年12月にアマリエンボー宮殿に入居した。

### 遺産

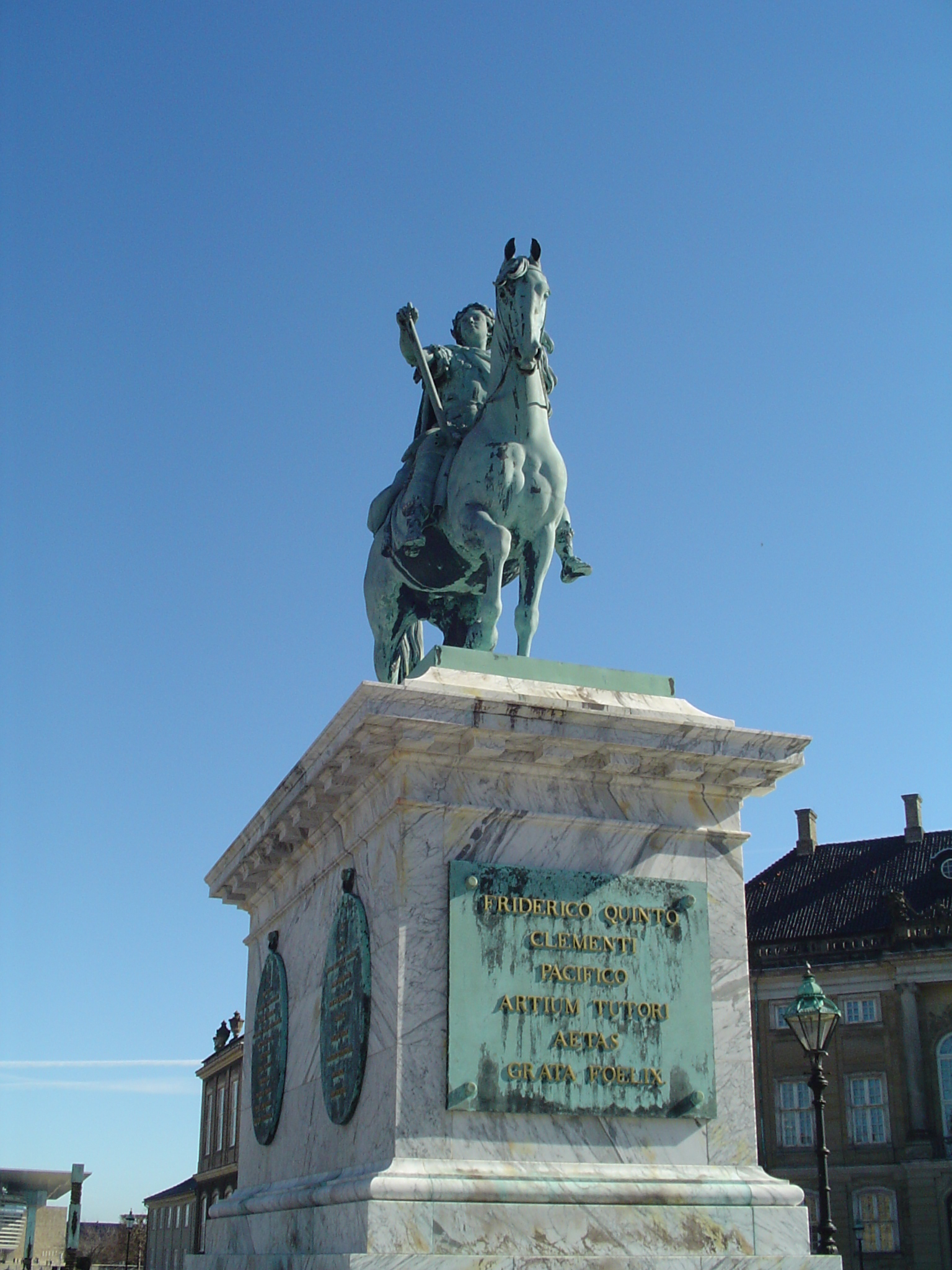
アマリエンボー宮殿広場の中心にあるフレデリク5世の乗馬像、ジャック・サリ作。モルトケがデンマーク・アジア会社の取締役として作らせたもの。

1753年、モルトケがデンマーク・アジア会社の取締役としてフランスの彫刻家ジャック・サリにフレデリク5世の乗馬像を依頼した。乗馬像の礎石は1760年のデンマーク絶対主義百年祭に築かれた。その後、フレデリク5世の死から5年後の1771年に乗馬像の除幕式が行われた。
1766年から1769年にかけて、カスパ・フレデリク・ハースドーフに依頼してファクセのカリーセ教会で記念チャペルを建てた。このチャペルはハースドーフの師匠だったニコラ＝アンリ・ジャルダンが建て始めたものだった。
モルトケは多くの美術品を所有しており、自身の宮殿に展示していたが、後に一般公開された。1885年にはそのカタログが出版されたが、美術品の多くがオランダ黄金時代の絵画だったという。また1764年4月5日には王立協会フェローに選出された。モルトケの回想録はドイツ語で書かれ、1870年に出版された。